# 1954 w literaturze
Wydarzenia literackie w 1954 roku.

## Wydarzenia
- polskie
  - W czasopiśmie „Nowa Kultura” opublikowano ankietę Pisarze wobec dziesięciolecia (krytyka realizmu socjalistycznego).
  - Powstał dodatek do „Sztandaru Młodych”, pt. „Przedpola”, pod red. Romana Bratnego, Witolda Dąbrowskiego, Andrzeja Dobosza, Marka Hłaski, Sławomira Mrożka, Wacława Sadkowskiego, Wiktora Woroszylskiego.

- zagraniczne
  - W Berlinie ukazał się pierwszy przekład Lalki na język niemiecki.

## Nowe książki
- polskie
  - Kazimierz Gołba – Obrazki śląskie
  - Marek Hłasko – Ósmy dzień tygodnia
  - Tadeusz Konwicki – Władza
  - Stanisław Lem – Sezam i inne opowiadania
  - Hanna Malewska – Przemija postać świata
  - Edmund Niziurski – Księga urwisów
  - Jerzy Szaniawski – Profesor Tutka i inne opowiadania
- zagraniczne
  - Kingsley Amis – Jim szczęściarz (Lucky Jim)
  - Isaac Asimov – Pozytonowy detektyw (The Caves of Steel)
  - Simone de Beauvoir – Mandaryni (Les Mandarins)
  - Michel Butor – Passage de Milan
  - Raymond Chandler – Długie pożegnanie (The Long GoodBye)
  - Robertson Davies – Leaven of Malice
  - Shūsaku Endō – Aden Made
  - Ian Fleming – Żyj i pozwól umrzeć (Live and Let Die)
  - Max Frisch – Stiller
  - William Golding – Władca much (Lord of the Flies)
  - Clive Staples Lewis – Opowieści z Narnii: Koń i jego chłopiec (The Horse and His Boy)
  - Daphne du Maurier – Mary Anne
  - Alberto Moravia
    - Opowiadania rzymskie (Racconti romani)
    - Pogarda (Il disprezzo)

  - Iris Murdoch – W sieci (Under the Net)
  - Marcel Proust (pośmiertnie wydane) – Jean Sauteuil
  - Françoise Sagan – Witaj smutku (Bonjour tristesse)
  - John Steinbeck – Cudowny czwartek (Sweet Thursday)
  - J.R.R. Tolkien
    - Władca Pierścieni: Drużyna Pierścienia (The Lord of the Rings: The Fellowship of the Ring)
    - Władca Pierścieni: Dwie wieże (The Lord of the Rings: The Two Towers)

## Nowe poezje
- polskie
  - Józef Łobodowski – Uczta zadżumionych – zbiór satyr i fraszek
  - Tadeusz Różewicz – Równina
  - Leopold Staff – Wiklina
- zagraniczne
  - Jean Cocteau – Clair-Obscur
  - Adelina Gurrea – A lo largo del camino
  - Thom Gunn – Fighting Terms[1]

## Urodzili się
- 3 stycznia
  - Emma Bull, amerykańska pisarka fantasy
  - Robert Olmstead, amerykański pisarz
- 5 stycznia – László Krasznahorkai, węgierski pisarz i scenarzysta
- 6 stycznia – Marta Gogłuska-Jerzyna, polska malarka, rysownik, poetka
- 9 stycznia – Philippa Gregory, angielska powieściopisarka historyczna
- 12 stycznia
  - Andreas Franz, niemiecki pisarz (zm. 2011)
  - Klaus-Peter Wolf, niemiecki pisarz i scenarzysta
- 19 stycznia – Wiaczesław Rybakow, rosyjski pisarz science fiction, historyk, sinolog, tłumacz
- 25 stycznia – Dawid Grossman, izraelski pisarz
- 1 lutego – Sławomir Gołaszewski, polski filozof kultury i poeta (zm. 2015)
- 13 lutego – Per Nilsson, szwedzki pisarz
- 16 lutego – Iain Banks, szkocki pisarz (zm. 2013)
- 28 lutego – Zbigniew Przychodniak, polski literaturoznawca
- 4 marca – Irena Ratuszyńska, rosyjska poetka (zm. 2017)
- 12 marca – Elżbieta Kozłowska-Świątkowska, polska poetka
- 14 marca – Tadeusz Markowski, polski pisarz science fiction
- 20 marca – Christoph Ransmayr, austriacki pisarz
- 28 marca – Leszek Włodzimierz Biały, polski pisarz, tłumacz, dyplomata
- 10 kwietnia – Anne Lamott, amerykańska powieściopisarka
- 12 kwietnia – Jon Krakauer, amerykański pisarz, dziennikarz i alpinista
- 14 kwietnia – Bruce Sterling, amerykański pisarz science-fiction
- 18 kwietnia – Dorota Jovanka Ćirlić, polska tłumaczka literatury pięknej z języków serbsko-chorwackiego i macedońskiego
- 24 kwietnia – Marek S. Huberath, polski fizyk oraz pisarz science fiction
- 25 kwietnia
  - Melvin Burgess, brytyjski pisarz
  - Kinga Dunin, polska publicystka, pisarka, krytyczka literacka, feministka
- 30 kwietnia – Alonso Cueto, peruwiański pisarz
- 4 maja – Roman Chojnacki, polski poeta, krytyk literacki, redaktor
- 6 maja – Marie-Aude Murail, francuska pisarka, autorka książek dla dzieci i młodzieży
- 14 maja – Karl-Markus Gauß, austriacki pisarz, eseista i wydawca
- 15 maja – Zofia Badura, polska poetka
- 17 maja – Daniela Lehárová, czeska tłumaczka literatury polskiej
- 23 maja – Anja Snellman, fińska pisarka, poetka, dziennikarka
- 24 maja – Rainald Goetz, niemiecki pisarz
- 26 maja
  - Erich Hackl, austriacki pisarz i tłumacz literatury
  - Alan Hollinghurst, angielski pisarz, laureat Nagrody Bookera, przedstawiciel literatury gejowskiej
- 9 czerwca – Gregory Maguire, amerykański pisarz
- 11 czerwca – Władysław Zawistowski, polski poeta, dramaturg, krytyk literacki i teatralny, tłumacz, wydawca
- 16 czerwca – Marek Baraniecki, polski pisarz fantastyki
- 20 czerwca – Jan Wołek, polski pisarz, pieśniarz, malarz
- 21 czerwca – Robert Menasse, austriacki pisarz
- 24 czerwca – Eugen Ruge, niemiecki pisarz i tłumacz
- 30 czerwca – Janina Barbara Sokołowska, polska poetka, eseistka, redaktorka
- 5 lipca – Barbara Mazurkiewicz, polska poetka (zm. 2021)
- 11 lipca – Mirosław Kowalski, polski dziennikarz i wydawca (zm. 2022)
- 15 lipca – Andrzej Tadeusz Kijowski, polski pisarz, publicysta i animator kultury
- 17 lipca
  - Anna Bikont, polska dziennikarka, reporterka i pisarka
  - J. Michael Straczynski, amerykański scenarzysta i pisarz
- 26 lipca – Lawrence Watt Evans, amerykański autor fantasy
- 1 sierpnia – Jacek Popiel, polski teatrolog i literaturoznawca
- 2 sierpnia
  - Krzysztof Lisowski, polski poeta i krytyk literacki
  - Ken MacLeod, szkocki pisarz science fiction
- 3 sierpnia – Chris Tvedt, norweski pisarz powieści kryminalnych
- 11 sierpnia – Aleksandra Domańska, polska pisarka i reżyserka
- 15 sierpnia – Stieg Larsson, szwedzki pisarz (zm. 2004)
- 16 sierpnia – Benjamin Alire Sáenz, amerykański pisarz i poeta
- 17 sierpnia – Anatoly Kudryavitsky, rosyjsko-irlandzki poeta, prozaik, tłumacz
- 18 sierpnia – Janusz Leon Wiśniewski, polski pisarz
- 19 sierpnia – Magdalena Ficowska-Łuszczek, polska pisarka i poetka
- 29 sierpnia – Jurij Bujda, rosyjski prozaik
- 24 października – Carmine Abate, włoski pisarz i nauczyciel narodowości arboreskiej
- 26 października – Stephen L. Carter, amerykański pisarz
- 29 października
  - Lee Child, brytyjski pisarz
  - Paul Di Filippo, amerykański pisarz s-f
  - Matthias Zschokke, szwajcarski pisarz
- 6 listopada – Karin Fossum, norweska pisarka powieści kryminalnych
- 7 listopada – Guy Gavriel Kay, kanadyjski pisarz fantasy
- 8 listopada
  - Kazuo Ishiguro, brytyjski pisarz pochodzenia japońskiego, noblista z dziedziny literatury
  - Natałka Biłocerkiweć, ukraińska poetka i tłumaczka
- 13 listopada – Robert Goddard, brytyjski pisarz, autor powieści kryminalnych
- 16 listopada – Andrea Barrett, amerykańska pisarka
- 21 listopada – Wacław Buryła, polski ksiądz, poeta
- 28 listopada – Traian T. Coșovei, rumuński poeta (zm. 2014)
- 30 listopada – Dariusz Bitner, polski prozaik i krytyk literacki
- 1 grudnia – Roman Mazurkiewicz, polski historyk literatury
- 5 grudnia – Hanif Kureishi, angielski pisarz i dramaturg
- 6 grudnia – Radek John, czeski dziennikarz, pisarz, polityk
- 8 grudnia – Louis de Bernières, brytyjski pisarz
- 10 grudnia – Bogdan Burdziej, polski literaturoznawca
- 24 grudnia – Maria Kalinowska, polska historyk literatury polskiej
- 26 grudnia – Roy Jacobsen, norweski prozaik

Data dzienna nieznana:
- Lawrence Watt Evans, amerykański autor fantasy
- Melanie Rawn, amerykańska autorka fantasy
- James Siegel, amerykański pisarz thrillerów

## Zmarli
- 16 stycznia – Michaił Priszwin, rosyjski pisarz (ur. 1873)
- 2 lutego – Hella Wuolijoki, fińska dramatopisarka estońskiego pochodzenia (ur. 1886)
- 19 lutego – Ludwik Szczepański, polski literat, publicysta, dziennikarz i poeta (ur. 1872)
- 25 lutego – Jurij Janowski, ukraiński poeta i prozaik (ur. 1902)
- 17 marca – Stanisław Ligoń, polski pisarz, ilustrator i działacz kulturalny (ur. 1879)
- 25 marca – Leon Schiller, polski dramatopisarz (ur. 1887)
- 11 maja – Sait Faik Abasıyanık, turecki pisarz (ur. 1906)
- 1 czerwca – Martin Andersen Nexø, duński pisarz (ur. 1869)
- 1 lipca – Thea von Harbou, niemiecka pisarka (ur. 1888)
- 14 lipca – Jacinto Benavente, hiszpański dramaturg, poeta, eseista, laureat literackiej Nagrody Nobla (ur. 1866)
- 1 sierpnia – Charles-Albert Cingria, szwajcarski francuskojęzyczny pisarz i publicysta (ur. 1883)
- 3 sierpnia – Sidonie-Gabrielle Colette, francuska pisarka, autorka powieści obyczajowo-psychologicznych (ur. 1873)
- 3 września – Willem Putman, flamandzki dramaturg i powieściopisarz (ur. 1900)
- 19 września – Miles Franklin, australijska pisarka i feministka (ur. 1879)
- 25 października – Marika Stiernstedt, szwedzka pisarka, dziennikarka, filantrop (ur. 1875)
- 5 listopada – Stig Dagerman, szwedzki pisarz (ur. 1923)
- 17 grudnia – Zofia Nałkowska, polska pisarka, publicystka i dramatopisarka (ur. 1884)
- 19 grudnia – Frans Gunnar Bengtsson, szwedzki pisarz, poeta i biograf (ur. 1894)
- 20 grudnia – James Hilton, angielski pisarz i scenarzysta (ur. 1900)
- 31 grudnia – Władysław Umiński, polski pisarz, prekursor literatury science fiction (ur. 1865)

## Nagrody
- Nagroda Nobla – Ernest Hemingway
- Nagroda Goncourtów – Simone de Beauvoir, Mandaryni (Mandarins)
- Nagroda Pulitzera (poezja) – Theodore Roethke, The Waking